# Meczner Lajos

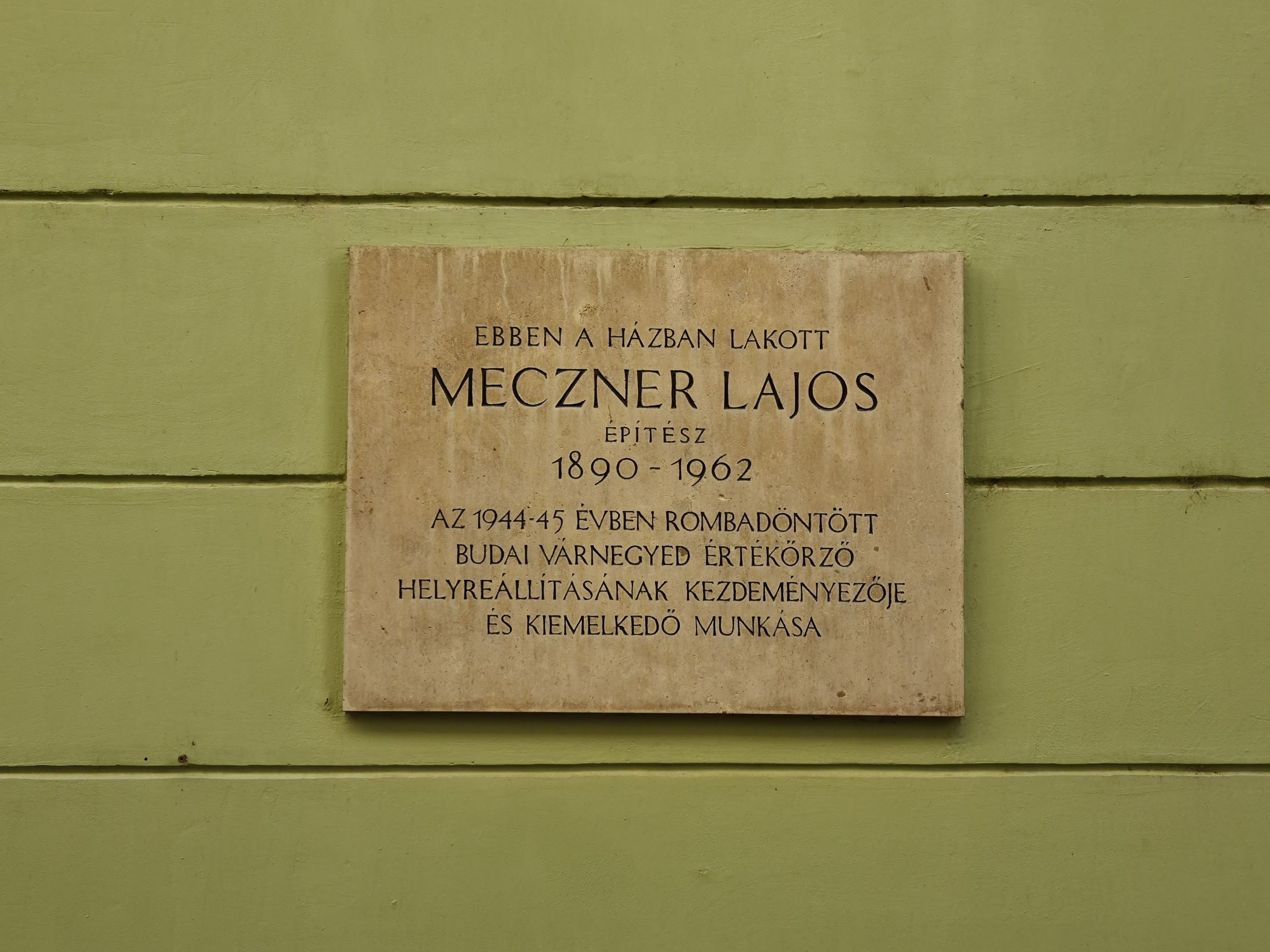
Meczner emléktáblája

Meczner Lajos (Sátoraljaújhely, 1890. június. 22. – Budapest, 1962. július. 31.) Ybl-díjas építész  (1954). Oklevelét a müncheni technikai főiskolán szerezte. A II. világháború után a budai várnegyed helyreállítását és újjáépítését irányította. Borsos Lászlóval együttes tervek alapján restaurálták a régi budai városházát (Szentháromság u. 2.), a Fortuna u. 9. és a Dísz tér 3. sz. házakat.

## jegyzetek
1. ↑  Meczner Lajos | Magyar életrajzi lexikon | Reference Library. www.arcanum.hu. (Hozzáférés: 2020. július 10.)